# Samseong-dong, Iksan
Samseong-dong (koreanska: 삼성동) är en stadsdel i staden Iksan i provinsen Norra Jeolla i den centrala delen av Sydkorea, 180 km söder om huvudstaden Seoul.